# Министерство внешних сношений СССР
В ноябре 1991 года было принято решение о преобразовании МИДа СССР в Министерство внешних сношений (МВС) СССР с одновременной передачей ему функций Министерства внешнеэкономических связей СССР.
Распад СССР и создание Содружества Независимых Государств (СНГ) в конце 1991 года стали принципиальной вехой в истории Советского государства и его внешнеполитического ведомства. МВС СССР прекратило свою деятельность как орган государственного управления. Здания, сооружения, имущество и средства, подведомственные учебные заведения, учреждения и хозяйственные объекты, а также посольства, консульства и другие представительства за рубежом были переданы в ведение Министерства иностранных дел РСФСР.
Первым и последним министром внешних сношений СССР был Эдуард Шеварднадзе.